# 威廉一世 (巴伐利亞)

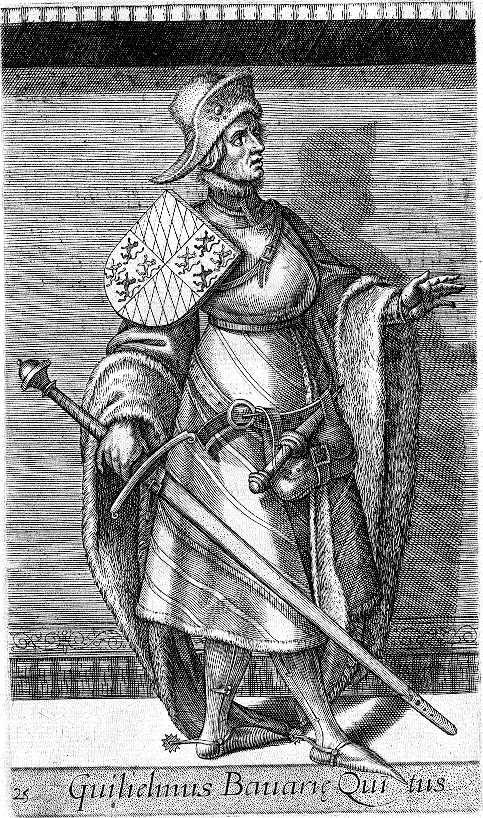
威廉一世

威廉一世，（1330年5月12日—1389年4月），維特爾斯巴赫家族成員，巴伐利亞公爵（1347年—1388年在位）、荷蘭伯爵（是為威廉五世）、澤蘭伯爵（是為威廉四世）和埃諾伯爵（是為威廉三世）。神聖羅馬皇帝路易四世與第二任妻子瑪格麗特二世所生的次子。
威廉一世出生於美因河畔法蘭克福。1345年，威廉的父親路易四世將埃諾伯國、荷蘭伯國、澤蘭伯國及菲士蘭授予他的妻子瑪格麗特，不久又授予給他們的兒子威廉。1347年父親路易四世去世後，威廉與他的五個兄弟一起統治巴伐利亞公國、荷蘭伯國和埃諾伯國，直到1349年。隨著維特爾斯巴赫家族領地的第一次分裂，他與兄弟斯特凡二世和阿爾布雷希特一世一起統治埃諾伯國，荷蘭伯國和下巴伐利亞。1353年，領地重新分配後，威廉與弟弟阿爾布雷希特一世一起統治巴伐利亞-施特勞賓、荷蘭伯國和埃諾伯國。
其後，威廉與母親瑪格麗特進行了長期鬥爭，於1354年從她的母親手上獲得荷蘭伯國和澤蘭伯國，直至母親於1356年在於埃諾伯國去世為止。
1350年，荷蘭伯國的保守的封建貴族為主要求瑪格麗特再次返回荷蘭。然後，她因兒子威廉拒絕為她支付贍養費與他在荷蘭和埃諾等地爭權。威廉的一些支持者於1350年成立鱈魚派。同年9月5日，魚鉤派成立，支持威廉之母荷蘭女伯爵瑪格麗特返國執政。此後不久，兩派發生衝突，內戰開始。
瑪格麗特的妹夫英格蘭國王愛德華三世（埃諾的菲莉琶的丈夫）出兵來幫助她，在1351年贏了在費勒的海戰。幾週後，魚鉤派及其英格蘭盟友在弗拉爾丁根戰役中被威廉和鱈魚派擊敗，推翻摧毀瑪格麗特的根基。愛德華三世不久後改變立場，瑪格麗特於1354年發現自己被迫與她的兒子達成諒解，威廉被認定為荷蘭伯爵和澤蘭伯爵，而瑪格麗特僅保留埃諾伯國。兩年後，瑪格麗特於1356年7月去世，威廉將整個荷蘭-海諾等地的領地歸於自己所有
。威廉與蘭開斯特公爵葛洛斯蒙的亨利的女兒莫德結婚，莫德是愛德華三世的第三子岡特的約翰妻子蘭開斯特的布蘭雪的姐姐。
1357年，威廉開始有出精神錯亂的跡象，甚至在沒有被束縛之前，無緣無故地擊殺他的一名騎士（杰拉德·範·沃特寧格）。他的兄弟阿爾布雷希特一世於1358年成為荷蘭和埃諾的攝政。威廉在僅限在勒凱努瓦城堡渡過餘生。

## 家庭
1352年，威廉與蘭開斯特公爵葛洛斯蒙的亨利與博蒙特的伊莎貝爾的長女莫德在倫敦結婚，他們只誕下一名女兒但於1356年逝世。
威廉亦有兩名私生子女：
1. 威廉（Wilhelm），於1398年與莉斯貝絲·休斯（Lisbeth Hughe）結婚。
2. 伊麗莎白（Elisabeth）與史塔文尼絲領主Brustijn van Herwijnen結婚。

1389年，弟弟阿爾布雷希特一世繼承威廉的爵位。